# Boris Jurjew
Boris Nikołajewicz Jurjew, ros. Борис Николаевич Юрьев (ur. 29 października?/10 listopada 1889 w Smoleńsku, zm. 14 marca 1957 w Moskwie) – radziecki uczony w dziedzinie lotnictwa, członek rzeczywisty Akademii Nauk ZSRR (od 1943), generał porucznik służby inżynieryjno-technicznej (od 1944). 
Uczeń i zięć Nikołaja Żukowskiego. Pochowany na Cmentarzu Nowodziewiczym w Moskwie.

## Nagrody i odznaczenia
- Nagroda Stalinowska II stopnia 1943 i 1946;
- Order Czerwonej Gwiazdy;
- Order Lenina – dwukrotnie;
- Order Wojny Ojczyźnianej I stopnia[3].